# Pustosz (rejon totiemski)
Pustosz (ros. Пустошь) – wieś w Rosji, w rejonie totiemskim obwodu wołogodzkiego. W 2021 r. była niezamieszkana.